# Paavo Piik
Paavo Piik (* 28. Dezember 1983 in Tallinn) ist ein estnischer Squashspieler und Dramatiker. 

## Squash
Paavo Piik erreichte seine beste Platzierung in der Weltrangliste mit Rang 330 im November 2006. Er nahm mit der estnischen Nationalmannschaft in den Jahren 2017, 2018 und 2019 an den Europameisterschaften teil. Darüber hinaus gehörte er mehrfach zum estnischen Aufgebot beim European Nations Challenge Cup und war Teil der Mannschaft, die 2007 den Titel gewann. 2001, 2004 und 2019 wurde er estnischer Landesmeister.
Sein Bruder Paul Piik ist ebenfalls Squashspieler.

## Dichter und Dramatiker
Piik schloss 2006 an der University of Oxford ein Studium der Philosophie, Politikwissenschaften und Wirtschaftswissenschaften ab. Im Anschluss veröffentlichte er mehrere Gedichtbände und Theaterstücke. Von 2012 bis 2017 arbeitete er am Tallinna Linnateater.

## Sportliche Erfolge
- Estnischer Meister: 3 Titel (2001, 2004, 2019)

## Gedichtbände
- Kummuli linnad (2006)
- Lakoonia (2008)
- Kokkuplahvatus (2009)
- Harakuri (2018)